# 세인트키츠 네비스 요리
세인트키츠 네비스 요리(Saint Kitts Nevis 料理, 영어: Kittitian cuisine 키티션 퀴진[*])는 카리브 지역에 있는 세인트키츠 네비스의 요리이다.

## 같이 보기
- 카리브 요리